# Coptomatinos
Coptomatinos (Coptommatini) é uma tribo de coleóptero da subfamília Cerambycinae; compreende apenas um único gênero, com distribuição em Nova Caledônia e Nova Zelândia

## Sistemática
- Ordem Coleoptera
  - Subordem Polyphaga
    - Infraordem Cucujiformia
      - Superfamília Chrysomeloidea
        - Família Cerambycidae
          - Subfamília Cerambycinae
            - Tribo Coptommatini Lacordaire, 1869
              - Gênero Coptomma Newman, 1840